# Aurich
Aurich (wschodniofryz. Auerk) – miasto powiatowe w północno-zachodniej części Niemiec, w kraju związkowym Dolna Saksonia, siedziba powiatu Aurich.
Przez miasto przebiegają dwie drogi krajowe: B72 i B210.
W mieście rozwinął się przemysł elektroniczny oraz poligraficzny.

## Dzielnice

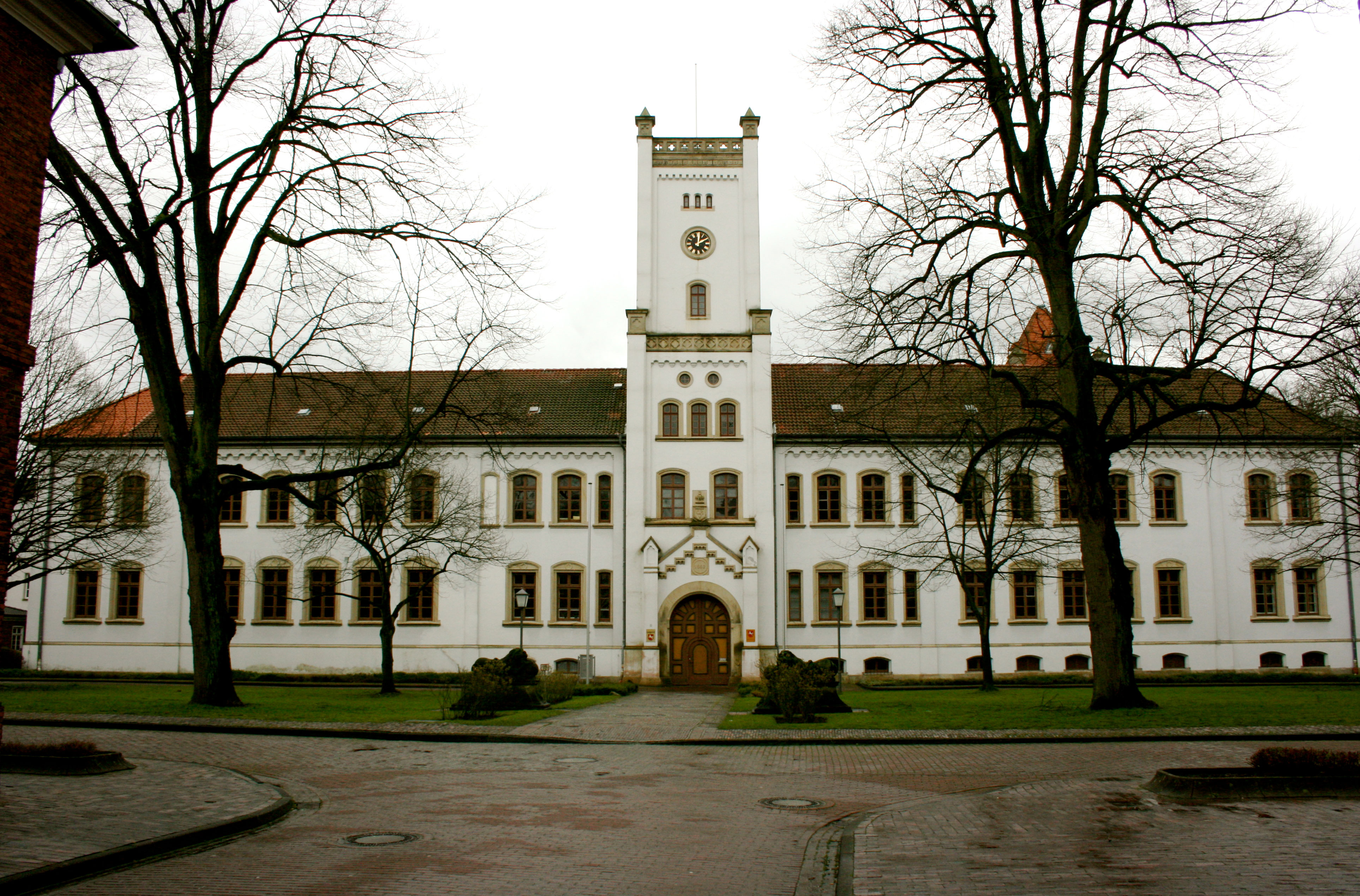
Zamek w Aurich

| - Aurich - Brockzetel - Dietrichsfeld - Egels - Extum - Georgsfeld - Haxtum - Kirchdorf - Langefeld - Middels - Pfalzdorf | - Plaggenburg - Popens - Rahe - Sandhorst - Schirum - Spekendorf - Tannenhausen - Walle - Wallinghausen - Wiesens |

## Współpraca
- Appingedam, Holandia
- Mirsk, Polska